# Rhamphichthys
Rhamphichthys är ett släkte av fiskar. Rhamphichthys ingår i familjen Rhamphichthyidae.
Kladogram enligt Catalogue of Life:
| Rhamphichthys | \| \| Rhamphichthys apurensis \| \| \| \| \| \| Rhamphichthys atlanticus \| \| \| \| \| \| Rhamphichthys drepanium \| \| \| \| \| \| Rhamphichthys hahni \| \| \| \| \| \| Rhamphichthys lineatus \| \| \| \| \| \| Rhamphichthys longior \| \| \| \| \| \| Rhamphichthys marmoratus \| \| \| \| \| \| Rhamphichthys pantherinus \| \| \| \| \| \| Rhamphichthys rostratus \| \| \| \| |
|               | \| \| Rhamphichthys apurensis \| \| \| \| \| \| Rhamphichthys atlanticus \| \| \| \| \| \| Rhamphichthys drepanium \| \| \| \| \| \| Rhamphichthys hahni \| \| \| \| \| \| Rhamphichthys lineatus \| \| \| \| \| \| Rhamphichthys longior \| \| \| \| \| \| Rhamphichthys marmoratus \| \| \| \| \| \| Rhamphichthys pantherinus \| \| \| \| \| \| Rhamphichthys rostratus \| \| \| \| |
|               | Gymnorhamphichthys |
|               | |
|               | Iracema |
|               | |
|               | Rhamphichthys apurensis |
|               | |
|               | Rhamphichthys atlanticus |
|               | |
|               | Rhamphichthys drepanium |
|               | |
|               | Rhamphichthys hahni |
|               | |
|               | Rhamphichthys lineatus |
|               | |
|               | Rhamphichthys longior |
|               | |
|               | Rhamphichthys marmoratus |
|               | |
|               | Rhamphichthys pantherinus |
|               | |
|               | Rhamphichthys rostratus |
|               | |

|  | Rhamphichthys apurensis   |
|  |                           |
|  | Rhamphichthys atlanticus  |
|  |                           |
|  | Rhamphichthys drepanium   |
|  |                           |
|  | Rhamphichthys hahni       |
|  |                           |
|  | Rhamphichthys lineatus    |
|  |                           |
|  | Rhamphichthys longior     |
|  |                           |
|  | Rhamphichthys marmoratus  |
|  |                           |
|  | Rhamphichthys pantherinus |
|  |                           |
|  | Rhamphichthys rostratus   |
|  |                           |